# Fikk László
Fikk László (Marosvásárhely, 1920. február 2. – Marosvásárhely, 1969. április 27.) magyar könyvtáros, bibliográfus.

## Életútja
Középiskolát szülővárosában a református kollégiumban végzett, főiskolai tanulmányait a gyulafehérvári katolikus teológián kezdte, ösztöndíjasként Rómában folytatta, és Kolozsvárt fejezte be 1943-ban a bölcsészkaron. Előbb középiskolai tanár Marosvásárhelyen, 1945-től a Teleki-Bolyai Könyvtár főkönyvtárosa. Több bibliográfiai művet szerkesztett; munkatársaival összeállította a Teleki-Bolyai Könyvtár ősnyomtatványainak katalógusát (Catalogus incunabulorum Bibliothecae Teleki-Bolyai, MCMLXXI).